# Typhloseiopsis funiculatus
Typhloseiopsis funiculatus är en spindeldjursart som beskrevs av De Leon 1965. Typhloseiopsis funiculatus ingår i släktet Typhloseiopsis och familjen Phytoseiidae. Inga underarter finns listade i Catalogue of Life.